# Bibliografia historii polskiej

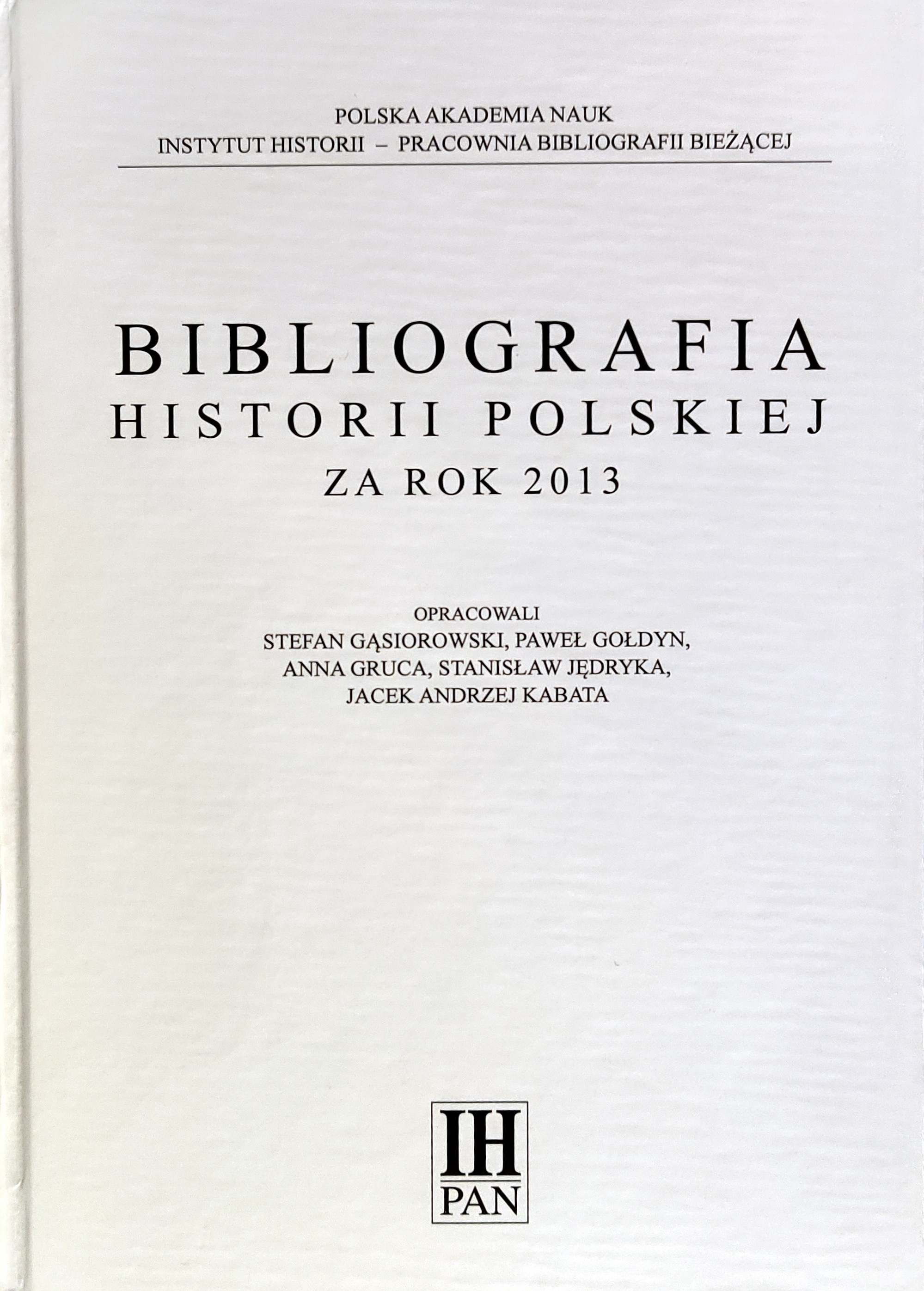
Bibliografia historii polskiej za rok 2013, okładka

Bibliografia historii polskiej – polska bibliografia dziedzinowa; wielotomowa publikacja mająca na celu rejestrowanie książek, artykułów z czasopism, polskich i zagranicznych, dotyczących polskiej historii. Kolejne tomy bibliografii ukazują dorobek historiografii w zakresie polskiej historii w danym roku. Jej pomysłodawcą był Jan Baumgart, który opracował wytyczne, dotyczące zakresu, układu, organizacji pracy, opublikowane w 1948 roku w „Kwartalniku Historycznym”. Bibliografia jest jedną z najstarszych narodowych bibliografii historii i wpisuje się w proces utrwalania dziedzictwa narodowego. Jej początki sięgają 1901 roku, a od ponad siedemdziesięciu lat przygotowywana jest w Instytucie Historii im. Tadeusza Manteuffla Polskiej Akademii Nauk, w Pracowni Bibliografii Bieżącej w Krakowie.

## Historia
Bieżąca bibliografia historyczna w Polsce liczy ponad 100 lat. Po raz pierwszy ukazała się w 1902 r. na łamach publikowanego we Lwowie Kwartalnika Historycznego, organu Towarzystwa Historycznego i zarejestrowała piśmiennictwo za rok 1901. Przez cały okres międzywojenny drukowano corocznie spis prac historycznych, najpierw na łamach „Kwartalnika Historycznego”, a później w formie broszurowych dodatków do niego. Na łamach tego pisma ukazywała się przez cały okres międzywojenny. Po drugiej wojnie światowej prace nad bieżącą bibliografią historyczną zostały wznowione przez Polskie Towarzystwo Historyczne. Jako pierwszy ukazał się rocznik za rok 1948 (opublikowany w 1954). Od 1953 r. prace nad przygotowaniem bibliografii przejął utworzony wówczas Instytut Historii Polskiej Akademii Nauk, a dokładniej jego krakowska placówka, która w ciągu swego istnienia kilkakrotnie zmieniała swoją nazwę. Obecnie jest to Pracownia Bibliografii Bieżącej, która patronuje wydaniu do dziś. Zmieniali się jedynie jej redaktorzy i zespół autorski. Redaktorem naukowym tomów za lata 1948–1967 był Jan Baumgart (odpowiedzialny za opracowane całej koncepcji bieżącej bibliografii bieżącej), 1968–1997 – Wiesław Bieńkowski, od tomu za rok 1998 redaktorem naukowym Bibliografii jest Anna Gruca.
Kolejne tomy bibliografii opracowali:
- za lata 1944–1947 – Jan Baumgart, Stanisław Głuszek.

- za lata 1948–1955 – Jan Baumgart.

- za lata 1956–1967 – Jan Baumgart, Anna Malcówna.

- za lata 1958–1982 – Stanisław Głuszek, Anna Malcówna, Irena Perzanowska.

- za rok 1983 – Stanisław Głuszek, Anna Malcówna, Irena Perzanowska, Waldemar Bukowski[4].

- za rok 1984 – Waldemar Bukowski, Stanisław Głuszek, Anna Malcówna[4].

- za lata 1985–1990 – Waldemar Bukowski, Stanisław Głuszek, Zbigniew Solak[4].

- za rok 1991 – Wojciech Frazik, Stefan Gąsiorowski, Stanisław Głuszek, Zbigniew Solak[4].

- za lata 1992–1998 – Wojciech Frazik, Stefan Gąsiorowski, Anna Gruca, Zbigniew Solak.

- za lata 1999–2002 – Stefan Gąsiorowski, Anna Gruca, Stanisław Jędryka, Jacek Andrzej Kabata, Zbigniew Solak.

- za lata 2003-2019 - Stefan Gąsiorowski, Paweł Gołdyn, Anna Gruca, Stanisław Jędryka, Jacek Andrzej Kabata.
- za rok 2020 - Stefan Gąsiorowski, Paweł Gołdyn, Anna Gruca, Stanisław Jędryka, Paulina Kus, Katarzyna Mazur
- za rok 2021 - Stefan Gąsiorowski, Paweł Gołdyn, Jan Gordziejew, Anna Gruca, Stanisław Jędryka, Paulina Kus, Katarzyna Mazur[2].

### Od 2021 roku
Od tomu za rok 2021 zespół autorski stanowią: Anna Cholewa-Adamczyk, Stefan Gąsiorowski, Paweł Gołdyn, Anna Gruca, Stanisław Jędryka oraz Katarzyna Mazur.
Bibliografia historii polskiej ukazywała się w postaci rocznika do 2016 r. (ostatni papierowy tom objął piśmiennictwo za rok 2014). W związku z zaprzestaniem publikowania wersji papierowej, zdecydowano, że bibliografia będzie przygotowywana dodatkowo w formacie pdf. Kolejne tomy są publikowane w Repozytorium Cyfrowym Instytutów Naukowych od tomu za rok 2015. W latach 2012–2016 Bibliografia historii polskiej była opracowywana w ramach grantu NPRH. W latach 2019-2023 Pracownia zrealizowała kolejny grant NPRH 11H18037386 „Dokumentacja dorobku historiografii w zakresie historii Polski – baza danych” afiliowany przy IH PAN. Bibliografia historii polskiej za rok 2021 jest pierwszym tomem, przygotowanym w nowym programie – Sowa – zakupionym ze środków Narodowego Programu Rozwoju Humanistyki. Baza danych jest dostępna pod adresem: BIBLIOGRAFIA HISTORII POLSKIEJ i jest na bieżąco uzupełniana.  
W ostatnich latach można zaobserwować duży wzrost publikacji z zakresu polskiej historii. Tom za 2021 r. jest najobszerniejszy z dotychczas wydanych - liczy aż 13039 pozycji. Stawia to Bibliografię historii polskiej w rzędzie najobszerniejszych bieżących bibliografii historycznych w Europie. 

## Tomy bibliografii od 1985 roku
- 1985. W. Bukowski, S. Głuszek, Z. Solak: Bibliografia historii polskiej za rok 1985. Red. nauk. Wiesław Bieńkowski. Wrocław 1988 Zakład Narodowy im. Ossolińskich 8° ss. XI, 477. Polska Akademia Nauk Instytut Historii – Zakład Informacji Naukowej.

- 1986. W. Bukowski, S. Głuszek, Z. Solak: Bibliografia historii polskiej za rok 1986. Red. nauk. W. Bieńkowski. Wrocław 1989 Zakład Narodowy im. Ossolińskich 8° ss. VIII, 397, nlb. 1. Polska Akademia Nauk Instytut Historii – Zakład Informacji Naukowej.
- 1987. W. Bukowski, S. Głuszek, Z. Solak: Bibliografia historii polskiej za rok 1987. Red. nauk. W. Bieńkowski. Wrocław 1991 Zakład Narodowy im. Ossolińskich 8° ss. VIII, 441. Polska Akademia Nauk Instytut Historii – Zakład Informacji Naukowej.
- 1988. W. Bukowski, S. Głuszek, Z. Solak: Bibliografia historii polskiej za rok 1988. Red. nauk. W. Bieńkowski. Wrocław 1991 Zakład Narodowy im. Ossolińskich 8° ss. VIII, 366. Polska Akademia Nauk Instytut Historii – Zakład Informacji Naukowej.
- 1989. W. Bukowski, S. Głuszek, Z. Solak: Bibliografia historii polskiej za rok 1989. Red. nauk. W. Bieńkowski. Wrocław 1992 Zakład Narodowy im. Ossolińskich 8° ss. VIII, 336. Polska Akademia Nauk Instytut Historii – Zakład Informacji Naukowej.
- 1990. W. Bukowski, S. Głuszek, Z. Solak: Bibliografia historii polskiej za rok 1990. Red. nauk. W. Bieńkowski. Wrocław 1994 Zakład Narodowy im. Ossolińskich 8° ss. VIII, 350, nlb. 1. Polska Akademia Nauk Instytut Historii – Zakład Bibliografii Bieżącej.
- 1991. W. Fraziki, S. Gąsiorowski, S. Głuszkiem, Z. Solak: Bibliografia historii polskiej za rok 1991. Wrocław–Warszawa 1994 Zakł. Nar. im. Ossolińskich 8° s. 397. PAN. Inst. Historii – Zakł. Bibliografii Bieżącej.
- 1992. W. Frazik, S. Gąsiorowski, A. Gruca, Z. Solak: Bibliografia historii polskiej za rok 1992. Kraków 1994 Wyd. Profesjonalnej Szkoły Biznesu 8° s. 400. PAN. Inst. Historii – Zakł. Bibliografii Bieżącej.
- 1993. W. Frazik, S. Gąsiorowski, A. Gruca, Z. Solak: Bibliografia historii polskiej za rok 1993. Kraków 1995 Wyd. Profesjonalnej Szkoły Biznesu 8° s. 487. PAN. Inst. Historii – Zakł. Bibliografii Bieżącej.
- 1994. W. Frazik, S. Gąsiorowski, A. Gruca, Z. Solak: Bibliografia historii polskiej za rok 1994. Kraków 1996 Wyd. Profesjonalnej Szkoły Biznesu 8° s. 485. PAN. Inst. Historii – Zakł. Bibliografii Bieżącej.
- 1995. W. Frazik, S. Gąsiorowski, A. Gruca, Z. Solak: Bibliografia historii polskiej za rok 1995. Kraków 1997 Wyd. Profesjonalnej Szkoły Biznesu 8° ss. VIII, 574. PAN. Inst. Historii – Zakł. Bibliografii Bieżącej.
- 1996. W. Frazik, S. Gąsiorowski, A. Gruca, Z. Solak: Bibliografia historii polskiej za rok 1996. Kraków 1998 Wyd. Profesjonalnej Szkoły Biznesu 8° ss. IX, 603. PAN. Inst. Historii – Zakł. Bibliografii Bieżącej.
- 1997. W. Frazik, S. Gąsiorowski, A. Gruca, Z. Solak: Bibliografia historii polskiej za rok 1997. Kraków 1999 Wyd. Profesjonalnej Szkoły Biznesu 8° ss. VIII, 592. PAN. Inst. Historii – Zakł. Bibliografii Bieżącej.
- 1998. W. Frazik, S. Gąsiorowski, A. Gruca, Z. Solak: Bibliografia historii polskiej za rok 1998. Kraków [2000] Wyd. AKADE 8° ss. XI, 627. PAN. Inst. Historii – Pracownia Bibliografii Bieżącej.
- 1999. S. Gąsiorowski, A. Gruca, S. Jędryka, J. Kabata i Z. Solak: Bibliografia historii polskiej za rok 1999. Kraków 2001 Wyd. AKADE 8° ss. X, 582. PAN. Inst. Historii – Pracownia Bibliografii Bieżącej.
- 2000. S. Gąsiorowski, A. Gruca, S. Jędryka, J. Kabata i Z. Solak: Bibliografia historii polskiej za rok 2000. Kraków 2002 Wyd. AKADE 8° ss. X, 636. PAN. Inst. Historii – Pracownia Bibliografii Bieżącej.
- 2001. S. Gąsiorowski, A. Gruca, S. Jędryka, J. Kabata i Z. Solak: Bibliografia historii polskiej za rok 2001. Kraków 2003 Wyd. AKADE 8° ss. X, 619. PAN. Inst. Historii – Pracownia Bibliografii Bieżącej.
- 2002. S. Gąsiorowski, A. Gruca, S. Jędryka, J. A. Kabata i Z. Solak: Bibliografia historii polskiej za rok 2002. Kraków 2004 Wyd. AKADE 8° ss. XIII, nlb. 1, 636. PAN. Inst. Historii – Pracownia Bibliografii Bieżącej.
- 2003. S. Gąsiorowski, P. Gołdyn, A. Gruca, S. Jędryka i J. A. Kabata: Bibliografia historii polskiej za rok 2003. Kraków 2005 Wyd. AKADE 8° ss. XV, nlb. 1, 652. PAN. Inst. Historii – Pracownia Bibliografii Bieżącej.
- 2004. S. Gąsiorowski, P. Gołdyn, A. Gruca, S. Jędryka i J. A. Kabata: Bibliografia historii polskiej za rok 2004. Kraków 2006 Wyd. AKADE 8° ss. XIV, 697. PAN. Inst. Historii – Pracownia Bibliografii Bieżącej.
- 2005. S. Gąsiorowski, P. Gołdyn, A. Gruca, S. Jędryka i J. A. Kabata: Bibliografia historii polskiej za rok 2005. Kraków 2007 Wyd. AKADE 8° ss. XIV, 659. PAN. Inst. Historii – Pracownia Bibliografii Bieżącej.
- 2006. S. Gąsiorowski, P. Gołdyn, A. Gruca, S. Jędryka i J. A. Kabata: Bibliografia historii polskiej za rok 2006. Kraków 2008 Wyd. AKADE 8° ss. XIV, 688. PAN. Inst. Historii – Pracownia Bibliografii Bieżącej.
- 2007. S. Gąsiorowski, P. Gołdyn, A. Gruca, S. Jędryka i J. A. Kabata: Bibliografia historii polskiej za rok 2007. Kraków 2009 Wyd. AKADE 8° ss. XIV, 739. PAN. Inst. Historii – Pracownia Bibliografii Bieżącej.
- 2008. S. Gąsiorowski, P. Gołdyn, A. Gruca, S. Jędryka i J. A. Kabata: Bibliografia historii polskiej za rok 2008. Kraków 2010 Wyd. AKADE 8° ss. XIV, 757. PAN. Inst. Historii – Pracownia Bibliografii Bieżącej.
- 2009. S. Gąsiorowski, P. Gołdyn, A. Gruca, S. Jędryka i J. A. Kabata: Bibliografia historii polskiej za rok 2009. Kraków 2011 Dante MEDIA 8° ss. XVI, 808. PAN. Inst. Historii – Pracownia Bibliografii Bieżącej.
- 2010. S. Gąsiorowski, P. Gołdyn, A. Gruca, S. Jędryka i J. A. Kabata: Bibliografia historii polskiej za rok 2010. Warszawa 2012 IH PAN 8° ss. XIV, 814. PAN. Inst. Historii – Pracownia Bibliografii Bieżącej.
- 2011. S. Gąsiorowski, P. Gołdyn, A. Gruca, S. Jędryka i J. A. Kabata: Bibliografia historii polskiej za rok 2011. Warszawa 2013 IH PAN 8° ss. XIV, 836. PAN. Inst. Historii – Pracownia Bibliografii Bieżącej.
- 2012. S. Gąsiorowski, P. Gołdyn, A. Gruca, S. Jędryka i J. A. Kabata: Bibliografia historii polskiej za rok 2012. Warszawa 2014 IH PAN 8° ss. XIV, 851. PAN. Inst. Historii – Pracownia Bibliografii Bieżącej.
- 2013. S. Gąsiorowski, P. Gołdyn, A. Gruca, S. Jędryka i J. A. Kabata: Bibliografia historii polskiej za rok 2013. Warszawa 2015 IH PAN 8° ss. XIV, 897. PAN. Inst. Historii – Pracownia Bibliografii Bieżącej.
- 2014. S. Gąsiorowski, P. Gołdyn, A. Gruca, S. Jędryka i J. A. Kabata: Bibliografia historii polskiej za rok 2014. Warszawa 2016 IH PAN 8° ss. XIV, 974. PAN. Inst. Historii – Pracownia Bibliografii Bieżącej.
- 2015. S. Gąsiorowski, P. Gołdyn, A. Gruca, S. Jędryka i J. A. Kabata: Bibliografia historii polskiej za rok 2015. Warszawa 2018 IH PAN 8° ss. XV, 1644. PAN. Inst. Historii – Pracownia Bibliografii Bieżącej[6].
- 2016. S. Gąsiorowski, P. Gołdyn, A. Gruca, S. Jędryka i J. A. Kabata: Bibliografia historii polskiej za rok 2016. Warszawa 2019 IH PAN 8° ss. XIV, 992. PAN. Inst. Historii – Pracownia Bibliografii Bieżącej[7].
- 2017. S. Gąsiorowski, P. Gołdyn, A. Gruca, S. Jędryka i J. A. Kabata: Bibliografia historii polskiej za rok 2017. Warszawa 2020 IH PAN 8° ss. XIII, 950. PAN. Inst. Historii – Pracownia Bibliografii Bieżącej[8].
- 2018. S. Gąsiorowski, P. Gołdyn, A. Gruca, S. Jędryka i J. A. Kabata: Bibliografia historii polskiej za rok 2018. Warszawa 2021 IH PAN 8° ss. XIII, 984. PAN. Inst. Historii – Pracownia Bibliografii Bieżącej[9].
- 2019. S. Gąsiorowski, P. Gołdyn, A. Gruca, S. Jędryka i J. A. Kabata: Bibliografia historii polskiej za rok 2019. Warszawa 2022 IH PAN 8° ss. XIII, 939. PAN. Inst. Historii – Pracownia Bibliografii Bieżącej[2][10].
- 2020. S. Gąsiorowski, P. Gołdyn, A. Gruca, S. Jędryka, P. Kus, K. Mazur: Bibliografia historii polskiej za rok 2020. Warszawa 2023 IH PAN 8° ss. XIV, 869. PAN. Inst. Historii – Pracownia Bibliografii Bieżącej[11].
- 2021. A. Cholewa-Adamczyk, S. Gąsiorowski, P. Gołdyn, J. Gordziejew, A. Gruca, S. Jędryka, P. Kus i K. Mazur: Bibliografia historii polskiej za rok 2021. Warszawa 2024 IH PAN 8° ss. X, 1144. PAN. Inst. Historii – Pracownia Bibliografii Bieżącej[12].

## Układ
Układ Bibliografii historii polskiej od wielu już lat pozostawał niezmieniony. Dopiero od tomu za rok 2017 w zasadach jego opracowania zaszły istotne zmiany. Tak samo jak w ubiegłych latach zostały w nim zarejestrowane książki oraz artykuły z czasopism i prac zbiorowych dotyczące historii Polski w jej historycznych granicach, opublikowane w Polsce i poza jej granicami przede wszystkim w 2017 roku oraz takie, które ukazały się wcześniej, lecz z różnych względów nie znalazły się w poprzednich rocznikach Bibliografii. Oprócz prac dotyczących polskiej historii uwzględniono bowiem publikacje polskich historyków dotyczące historii powszechnej. Wpłynęło to na zmianę układu bibliografii. Od tamtej pory tworzą go nie trzy, a cztery zasadnicze części. 
Część A – uwzględnia bibliografie, encyklopedie i słowniki, sprawozdania z konferencji krajowych i międzynarodowych, opracowania dotyczące organizacji nauki, publikacje z zakresu metodologii historii i historii historiografii, opracowania dydaktyczne i podręczniki do historii dla różnych stopni kształcenia oraz prace popularyzujące historię.  
Część B - zawiera prace z zakresu nauk pomocniczych historii, publikacje omawiające zbiory archiwów, bibliotek i muzeów, sprawozdania i katalogi wystaw historycznych. Od 2017 dodano również dwa działy: Archeologia oraz Polityka i pamięć historyczna. 
Część C - mieści prace polskich historyków dotyczące historii powszechnej, uporządkowane w działach chronologicznych. 
Część D - obejmuje obecnie prace z zakresu historii Polski, w układzie chronologicznym, według powszechnie obowiązującej periodyzacji, w podziale na źródła i opracowania. Na początku tej części umieszczono działy obejmujące poszczególne zagadnienia. Zostały tu zarejestrowane te pozycje, które dotyczą więcej niż jednego okresu historycznego, wyróżnionego w części chronologicznej. W tej części mieszczą się ponadto działy grupujące ogólne i poszczególne biografie oraz opracowania dotyczące regionów i miejscowości.
W większości działów i poddziałów pozycje zostały ułożone alfabetycznie, według haseł autorskich lub tytułowych. W niektórych zastosowano układ według innych zasad, bardziej odpowiedni do znajdujących się w nich pozycji: chronologiczny (konferencje krajowe i międzynarodowe), według nazw państw, miejscowości lub regionów (działy obejmujące opracowania dotyczące archiwów, bibliotek, muzeów, katalogi i sprawozdania z wystaw historycznych oraz historię regionów i miejscowości), według nazwisk osób (bibliografie osobowe oraz biografie). W razie potrzeby opisy uzupełniono adnotacjami objaśniającymi tytuł lub odnoszącymi się do treści publikacji. Bardziej rozbudowane są adnotacje przy opisach pamiętników i wspomnień, jeśli tytuł nie wskazywał jednoznacznie na ich zawartość. W ich przypadku podane są informacje dotyczące autora, skrótowe określenie treści oraz zasięg chronologiczny. Z kolei opisy prac zbiorowych zostały uzupełnione wykazem artykułów składających się na ich zawartość. Bibliografię uzupełnia indeks krzyżowy, obejmujący w układzie alfabetycznym nazwiska autorów i współpracowników, nazwiska osób występujących w tytułach bądź adnotacjach, nazwy geograficzne oraz nazwy zgromadzeń zakonnych.
Bibliografia historii polskiej za rok 2021 jest pierwszym tomem, przygotowanym w programie Sowa. Istotną zmianą, jest zmiana formatu opisu na Marc21, powszechnie przyjętego w bibliografiach i katalogach bibliotecznych na całym świecie. Opisy w razie konieczności uzupełniane są adnotacjami treściowymi. W wielu przypadkach zostały również podane ścieżki dostępu do prac dostępnych online. Dzięki temu będzie możliwy dostęp do nich bezpośrednio poprzez Bibliografię. Inną wartą uwagi zmianą w metodyce opracowania Bibliografii jest umieszczanie opisów artykułów z prac zbiorowych jako osobnych pozycji, w odpowiednim dziale Bibliografii, nie zawsze tym samym, w którym znalazł się opis całej pracy zbiorowej. W zakresie doboru materiału i układu bibliografii nie zaszły w stosunku do poprzednich tomów żadne istotne zmiany. Bibliografia rejestruje prace dotyczące polskiej historii: monografie, artykuły z czasopism oraz prac zbiorowych, opublikowanych w Polsce i poza jej granicami. Podobnie jak w poprzednich czterech rocznikach zakres Bibliografii został rozszerzony o prace polskich historyków, dotyczące historii powszechnej.

## Internetowa Bibliografia historii polskiej
- Bibliografia historii polskiej funkcjonuje w postaci bazy danych, tworzonej we współpracy z Instytutem Pamięci Narodowej. Aktualna wersja pozwala na wyszukiwanie danych w rocznikach 1980-2016. Zawiera te same dane, co kolejne roczniki wydawane w formie książkowej przez Instytut Historii PAN.

- W 2021 r. uruchomiono bazę internetową „Bibliografii historii polskiej”, która jest opracowywana przez Instytut Historii PAN. Obejmuje lata 2016–2018.
- Od początku 2023 r. Bibliografia historii polskiej dostępna jest w katalogu OPAC w Systemie bibliotecznym Sowa. Baza jest aktualna, na bieżąco uzupełniana (https://bhp.ihpan.edu.pl/). Zawiera opisy bibliograficzne publikacji, zamieszczone wcześniej w drukowanych rocznikach „Bibliografii” (od tomu za rok 1990) oraz w plikach formatu PDF, dostępnych w Repozytorium Cyfrowym Instytutów Naukowych. Zbiór jest na bieżąco aktualizowany, a w przyszłości zostanie uzupełniony o opisy publikacji sprzed 1990[13].